# Artak Grigoryan
Artak Garegini Grigoryan (in armeno Արտակ Գարեգինի Գրիգորյան?; in russo Артак Гарегинович Григорян?, Artak Garegilovič Grigorjan; Erevan, 19 ottobre 1987) è un ex calciatore armeno, di ruolo difensore.

## Statistiche

### Cronologia presenze e reti in nazionale
| Cronologia completa delle presenze e delle reti in nazionale ― Armenia | Cronologia completa delle presenze e delle reti in nazionale ― Armenia | Cronologia completa delle presenze e delle reti in nazionale ― Armenia | Cronologia completa delle presenze e delle reti in nazionale ― Armenia | Cronologia completa delle presenze e delle reti in nazionale ― Armenia | Cronologia completa delle presenze e delle reti in nazionale ― Armenia | Cronologia completa delle presenze e delle reti in nazionale ― Armenia | Cronologia completa delle presenze e delle reti in nazionale ― Armenia |
| Data                                                                   | Città                                                                  | In casa                                                                | Risultato                                                              | Ospiti                                                                 | Competizione                                                           | Reti                                                                   | Note                                                                   |
| ---------------------------------------------------------------------- | ---------------------------------------------------------------------- | ---------------------------------------------------------------------- | ---------------------------------------------------------------------- | ---------------------------------------------------------------------- | ---------------------------------------------------------------------- | ---------------------------------------------------------------------- | ---------------------------------------------------------------------- |
| 11-8-2010                                                              | Erevan                                                                 | Armenia                                                                | 1 – 3                                                                  | Iran                                                                   | Amichevole                                                             | -                                                                      | 89’                                                                    |
| 8-10-2015                                                              | Nizza                                                                  | Francia                                                                | 4 – 0                                                                  | Armenia                                                                | Amichevole                                                             | -                                                                      | 80’                                                                    |
| 8-10-2016                                                              | Erevan                                                                 | Armenia                                                                | 0 – 5                                                                  | Romania                                                                | Qual. Mondiali 2018                                                    | -                                                                      | 33’                                                                    |
| 11-10-2016                                                             | Varsavia                                                               | Polonia                                                                | 2 – 1                                                                  | Armenia                                                                | Qual. Mondiali 2018                                                    | -                                                                      |                                                                        |
| 11-11-2016                                                             | Erevan                                                                 | Armenia                                                                | 3 – 2                                                                  | Montenegro                                                             | Qual. Mondiali 2018                                                    | 1                                                                      |                                                                        |
| 4-6-2017                                                               | Erevan                                                                 | Armenia                                                                | 5 – 0                                                                  | Saint Kitts e Nevis                                                    | Amichevole                                                             | -                                                                      |                                                                        |
| 10-6-2017                                                              | Podgorica                                                              | Montenegro                                                             | 4 – 1                                                                  | Armenia                                                                | Qual. Mondiali 2018                                                    | -                                                                      | 79’                                                                    |
| 4-9-2017                                                               | Erevan                                                                 | Armenia                                                                | 1 – 4                                                                  | Danimarca                                                              | Qual. Mondiali 2018                                                    | -                                                                      |                                                                        |
| 8-10-2017                                                              | Astana                                                                 | Kazakistan                                                             | 1 – 1                                                                  | Armenia                                                                | Qual. Mondiali 2018                                                    | -                                                                      |                                                                        |
| 9-11-2017                                                              | Erevan                                                                 | Armenia                                                                | 4 – 1                                                                  | Bielorussia                                                            | Amichevole                                                             | -                                                                      | 74’                                                                    |
| 13-11-2017                                                             | Erevan                                                                 | Armenia                                                                | 3 – 2                                                                  | Cipro                                                                  | Amichevole                                                             | -                                                                      | 62’                                                                    |
| 24-3-2018                                                              | Erevan                                                                 | Armenia                                                                | 0 – 0                                                                  | Estonia                                                                | Amichevole                                                             | -                                                                      | 46’                                                                    |
| 27-3-2018                                                              | Erevan                                                                 | Armenia                                                                | 0 – 1                                                                  | Lituania                                                               | Amichevole                                                             | -                                                                      | 74’                                                                    |
| 13-10-2018                                                             | Erevan                                                                 | Armenia                                                                | 0 – 1                                                                  | Gibilterra                                                             | UEFA Nations League 2018-2019 - 1º turno                               | -                                                                      |                                                                        |
| 16-10-2018                                                             | Erevan                                                                 | Armenia                                                                | 4 – 0                                                                  | Macedonia                                                              | UEFA Nations League 2018-2019 - 1º turno                               | -                                                                      | 22’                                                                    |
| 16-11-2018                                                             | Gibilterra                                                             | Gibilterra                                                             | 2 – 6                                                                  | Armenia                                                                | UEFA Nations League 2018-2019 - 1º turno                               | -                                                                      |                                                                        |
| 19-11-2018                                                             | Vaduz                                                                  | Liechtenstein                                                          | 2 – 2                                                                  | Armenia                                                                | UEFA Nations League 2018-2019 - 1º turno                               | -                                                                      |                                                                        |
| 23-3-2019                                                              | Sarajevo                                                               | Bosnia ed Erzegovina                                                   | 2 – 1                                                                  | Armenia                                                                | Qual. Euro 2020                                                        | -                                                                      |                                                                        |
| 26-3-2019                                                              | Erevan                                                                 | Armenia                                                                | 0 – 2                                                                  | Finlandia                                                              | Qual. Euro 2020                                                        | -                                                                      |                                                                        |
| 8-6-2019                                                               | Erevan                                                                 | Armenia                                                                | 3 – 0                                                                  | Liechtenstein                                                          | Qual. Euro 2020                                                        | -                                                                      | 76’                                                                    |
| 11-6-2019                                                              | Amarousio                                                              | Grecia                                                                 | 2 – 3                                                                  | Armenia                                                                | Qual. Euro 2020                                                        | -                                                                      |                                                                        |
| 5-9-2019                                                               | Erevan                                                                 | Armenia                                                                | 1 – 3                                                                  | Italia                                                                 | Qual. Euro 2020                                                        | -                                                                      | 82’                                                                    |
| 8-9-2019                                                               | Erevan                                                                 | Armenia                                                                | 4 – 2                                                                  | Bosnia ed Erzegovina                                                   | Qual. Euro 2020                                                        | -                                                                      | 75’                                                                    |
| 15-10-2019                                                             | Turku                                                                  | Finlandia                                                              | 3 – 0                                                                  | Armenia                                                                | Qual. Euro 2020                                                        | -                                                                      | 72’                                                                    |
| 15-11-2019                                                             | Erevan                                                                 | Armenia                                                                | 0 – 1                                                                  | Grecia                                                                 | Qual. Euro 2020                                                        | -                                                                      |                                                                        |
| 18-11-2019                                                             | Palermo                                                                | Italia                                                                 | 9 – 1                                                                  | Armenia                                                                | Qual. Euro 2020                                                        | -                                                                      | 60’                                                                    |
| 5-9-2020                                                               | Skopje                                                                 | Macedonia del Nord                                                     | 2 – 1                                                                  | Armenia                                                                | UEFA Nations League 2020-2021 - 1º turno                               | -                                                                      |                                                                        |
| 8-9-2020                                                               | Erevan                                                                 | Armenia                                                                | 2 – 0                                                                  | Estonia                                                                | UEFA Nations League 2020-2021 - 1º turno                               | -                                                                      |                                                                        |
| 11-10-2020                                                             | Erevan                                                                 | Armenia                                                                | 2 – 2                                                                  | Georgia                                                                | UEFA Nations League 2020-2021 - 1º turno                               | -                                                                      |                                                                        |
| 14-10-2020                                                             | Tallinn                                                                | Estonia                                                                | 1 – 1                                                                  | Armenia                                                                | UEFA Nations League 2020-2021 - 1º turno                               | -                                                                      | 42’                                                                    |
| 15-11-2020                                                             | Tbilisi                                                                | Georgia                                                                | 1 – 2                                                                  | Armenia                                                                | UEFA Nations League 2020-2021 - 1º turno                               | -                                                                      | 35’                                                                    |
| 18-11-2020                                                             | Erevan                                                                 | Armenia                                                                | 1 – 0                                                                  | Macedonia del Nord                                                     | UEFA Nations League 2020-2021 - 1º turno                               | -                                                                      |                                                                        |
| 25-3-2021                                                              | Vaduz                                                                  | Liechtenstein                                                          | 0 – 1                                                                  | Armenia                                                                | Qual. Mondiali 2022                                                    | -                                                                      | 46’                                                                    |
| 28-3-2021                                                              | Erevan                                                                 | Armenia                                                                | 2 – 0                                                                  | Islanda                                                                | Qual. Mondiali 2022                                                    | -                                                                      |                                                                        |
| 31-3-2021                                                              | Erevan                                                                 | Armenia                                                                | 3 – 2                                                                  | Romania                                                                | Qual. Mondiali 2022                                                    | -                                                                      |                                                                        |
| 1-6-2021                                                               | Velika Gorica                                                          | Croazia                                                                | 1 – 1                                                                  | Armenia                                                                | Amichevole                                                             | -                                                                      | 79’                                                                    |
| 5-6-2021                                                               | Solna                                                                  | Svezia                                                                 | 3 – 1                                                                  | Armenia                                                                | Amichevole                                                             | -                                                                      | 46’                                                                    |
| 2-9-2021                                                               | Skopje                                                                 | Macedonia del Nord                                                     | 0 – 0                                                                  | Armenia                                                                | Qual. Mondiali 2022                                                    | -                                                                      |                                                                        |
| 5-9-2021                                                               | Stoccarda                                                              | Germania                                                               | 6 – 0                                                                  | Armenia                                                                | Qual. Mondiali 2022                                                    | -                                                                      |                                                                        |
| 8-10-2021                                                              | Reykjavík                                                              | Islanda                                                                | 1 – 1                                                                  | Armenia                                                                | Qual. Mondiali 2022                                                    | -                                                                      | 78’                                                                    |
| 11-10-2021                                                             | Bucarest                                                               | Romania                                                                | 1 – 0                                                                  | Armenia                                                                | Qual. Mondiali 2022                                                    | -                                                                      | 46’                                                                    |
| 11-11-2021                                                             | Erevan                                                                 | Armenia                                                                | 0 – 5                                                                  | Macedonia del Nord                                                     | Qual. Mondiali 2022                                                    | -                                                                      | 46’                                                                    |
| 14-11-2021                                                             | Erevan                                                                 | Armenia                                                                | 1 – 4                                                                  | Germania                                                               | Qual. Mondiali 2022                                                    | -                                                                      | 84’                                                                    |
| 24-3-2022                                                              | Erevan                                                                 | Armenia                                                                | 1 – 0                                                                  | Montenegro                                                             | Amichevole                                                             | -                                                                      | 86’                                                                    |
| 4-6-2022                                                               | Erevan                                                                 | Armenia                                                                | 1 – 0                                                                  | Irlanda                                                                | UEFA Nations League 2022-2023 - 1º turno                               | -                                                                      |                                                                        |
| 8-6-2022                                                               | Glasgow                                                                | Scozia                                                                 | 2 – 0                                                                  | Armenia                                                                | UEFA Nations League 2022-2023 - 1º turno                               | -                                                                      | 46’                                                                    |
| 14-6-2022                                                              | Erevan                                                                 | Armenia                                                                | 1 – 4                                                                  | Scozia                                                                 | UEFA Nations League 2022-2023 - 1º turno                               | -                                                                      | 46’                                                                    |
| 24-9-2022                                                              | Erevan                                                                 | Armenia                                                                | 0 – 5                                                                  | Ucraina                                                                | UEFA Nations League 2022-2023 - 1º turno                               | -                                                                      |                                                                        |
| 27-9-2022                                                              | Dublino                                                                | Irlanda                                                                | 3 – 2                                                                  | Armenia                                                                | UEFA Nations League 2022-2023 - 1º turno                               | -                                                                      |                                                                        |
| 16-11-2022                                                             | Pristina                                                               | Kosovo                                                                 | 2 – 2                                                                  | Armenia                                                                | Amichevole                                                             | -                                                                      | 63’                                                                    |
| 19-11-2022                                                             | Tirana                                                                 | Albania                                                                | 2 – 0                                                                  | Armenia                                                                | Amichevole                                                             | -                                                                      | 46’                                                                    |
| Totale                                                                 |                                                                        | Presenze                                                               | 51                                                                     |                                                                        | Reti                                                                   | 1                                                                      |                                                                        |

## Palmarès

### Club

#### Competizioni nazionali
- Coppa d'Armenia: 1

Alaškert: 2018-2019
- Campionato armeno: 2

Alaškert: 2020-2021
P'yownik: 2023-2024